# 아비단
아비단(Abidan, 히브리어 אֲבִידָן)은 기드오니의 아들로서 출애굽 당시 사사이자 베냐민 지파의 우두머리이자 이스라엘 지파의 지도자 중 한 사람이었다. 그의 이름은 심판의 아버지 또는 내 아버지(즉, 하나님)가 심판하셨다는 뜻이다.
아비단은 민수기 1:11, 민수기 2:22, 민수기 7:60, 민수기 7:65 및 민수기 10:24에 언급되어 있다.

## 참고문헌
This article incorporates text from a publication now in the public domain: Easton, Matthew George (1897). 〈Abidan〉. 《Easton's Bible Dictionary》 New a revis판. T. Nelson and Sons. 

1. ↑  Eastons Bible Dictionary